# Cacém
Cacém ist ein Ort und eine ehemalige Gemeinde (Freguesia) im portugiesischen Kreis (Concelho) von Sintra. Es ist der zweitgrößte der vier Teile der Stadt Agualva-Cacém.
Die Gemeinde hatte 21.332 Einwohner (Stand 30. Juni 2011).
Mit der Gebietsreform vom 29. September 2013 wurden die Gemeinden Cacém und São Marcos zur neuen Gemeinde União das Freguesias do Cacém e São Marcos zusammengeschlossen. Cacém ist Sitz dieser neu gebildeten Gemeinde.